# كنيسة اللاتين (الموصل)

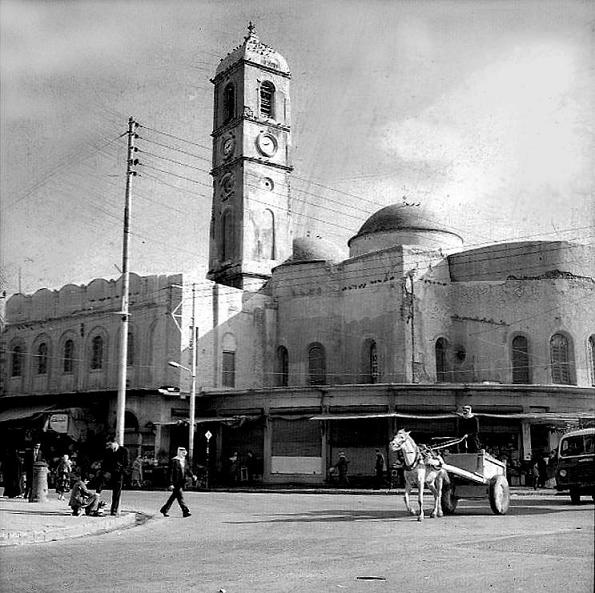
كنيسة الاتين في الاربعينيات

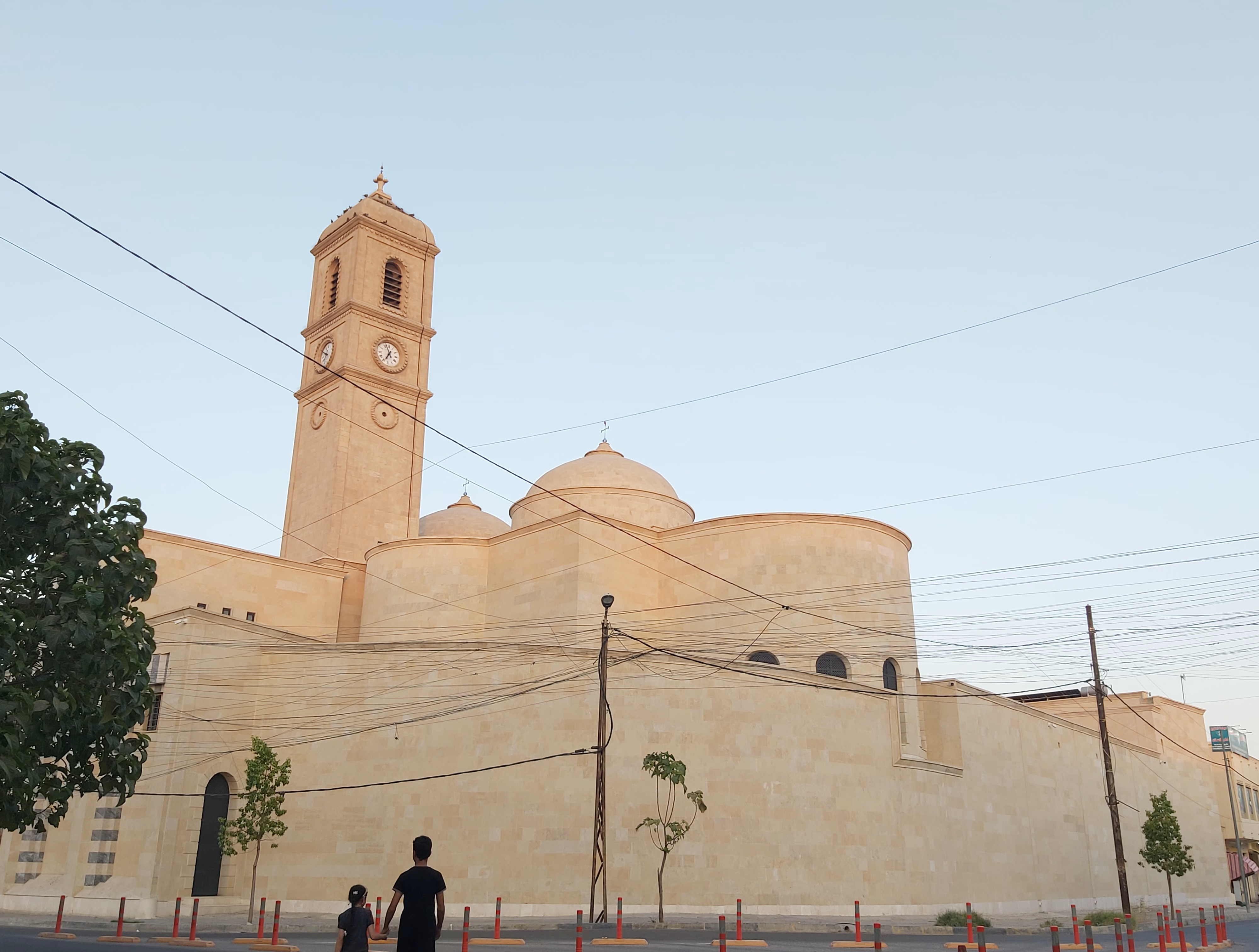
كنيسة اللاتين (الساعة) من الخارج بعد إعمارها

كنيسة اللاتين أو كنيسة الآباء الدومنيكان وتعرف كذلك شعبيا بـ كنيسة الساعة، هي كنيسة كاثوليكية تقع في حي الساعة بمدينة الموصل. تعتبر إحدى أشهر كنائس الموصل وإحدى المعالم المميزة للمدينة. قام تنظيم داعش بتفخيخها وتدميرها بالكامل في 25 أبريل سنة 2016، وتم إعادة إعمارها سنة 2024.

## بناء الكنيسة
تم البدء ببناء الكنيسة في 9 نيسان 1866 لتكون مركزا للآباء الدومنيكان في المدينة. واستغرق بناؤها ست سنوات فتم تدشينها في 4 آب 1873 بحضور القاصد البابوي نيقولا الكبوشي ومطراني الكنيسة السريانية الكاثوليكية والكنيسة الكلدانية عبديشوع خياط، وبهنام بني. أما برجها الشهير فلم يكتمل حتى تموز 1882 ويحتوي على ساعة نصب قُدمت كهدية للآباء الدومنيكان من زوجة الإمبراطور الفرنسي نابليون الثالث عرفانا بخدماتهم في المدينة.

## وصف الكنيسة
تتكون الكنيسة من قبتين متساويتين في الحجم وصحن فسيح يتسع لمئة مصلي بالإضافة إلى الجوقة. كما احتوت الكنيسة على أورغن ضخم مقابل المذبح كان الأول من نوعه في المنطقة.
أما برجها فله ساعة ذات أربع وجوه كانت تدار بالنصب لأكثر من مئة سنة حتى تم استبدالها بأخرى إلكترونية في الثمانينيات. واشتهرت الساعة بدقاتها الجهورية التي كانت تسمع في القرى المجاورة مسافة أكثر من 15 كم.
ظهرت التشققات على جدران الكنيسة فبدأت شركة إيطالية بعمليات الترميم بها سنة 1989 غير أنها توقفت بعد بدء حرب الخليج الثانية.

## بعد حرب الخليج الثالثة
بعد احتلال العراق وتردي الوضع الأمني في الموصل بدأ سكان الحي من المسيحيين بمغادرته. كما تعرضت الكنيسة لأضرار بليغة في 9 نيسان 2008 في انفجار أدى كذلك إلى تدمير ساعتها.
كما نزح مسيحيو الحي إلى القرى المجاورة ومن ضمنهم آخر راعي للكنيسة بعد سلسلة من الهجمات التي استهدفتهم في تشرين الأول 2004.

## تدمير الكنيسة على يد تنظيم داعش
أقدم عناصر داعش على إخلاء منازل المواطنين القريبة من كنيسة الساعة التي تقع في منطقة الساعة وقاموا بتفخيخها، وتفجير الكنيسة بالكامل بعد تفجير الساعة التي تقع في أعلى برج الكنيسة في الثاني من شباط/فبراير 2015، بعد أن نهب كافة محتوياتها. 

## إعادة إعمار الكنيسة
بدأ العمل بإعادة إعمار الكنيسة شهر آذار عام 2022، بتمويل من دولة الإمارات وتنفيذ منظمة اليونسكو بدأت المرحلة الاولى بأزالة الالغام ورفع الانقاذ وبعدها عملية إعادة البناء، وترميم اركان الكنيسة وترميم الطلاءات الخارجية لها.